# 1339
1339 (MCCCXXXIX) je bilo navadno leto, ki se je po julijanskem koledarju začelo na petek.

## Dogodki

### Stoletna vojna
- julij - Francoska gusarska flota, ki ji asistirajo Genovčani, pleni po obali južne Anglije.  Ta mesec osredotoči napad na konfederacijo pristaniških mest Cinque Ports. Ker so Angleži že zorganizirali samoobrambne milice, plenijo po nezavarovanih delih obale, kot je odsluženo pristanišče Hastings[1], od koder se lahko hitro umaknejo nazaj na ladje. Angleži končno zorganizirajo dve floti in ju pošljejo nad plenilske Francoze, ki se brez boja umaknejo nazaj v normandijska pristanišča.
- avgust - Normandija: Francozi in Genovčani se sprejo glede delitve plena oziroma plačila. Večina Genovčanov se s svojimi galejami vrne proti domovini, s tem pa Francozi izgubijo pobudo na morju. Spotoma se vračajoči Genovčani ustavijo na Portugalskem, ki se ob grožnji severnoafriških Mavrov ponovno vključijo v rekonkvisto. 1340 ↔
- Angleška vojska pod vodstvom kralja Edvarda III. vpade v severno Francijo, vendar francoski kralj Filip VI. zavrača spopad. Po pičlem izplenu se je Edvard III. primoran vrniti nazaj v Anglijo, kjer zaprosi spodnji dom Parlamenta[2] za odobritev posojila v višini 300.000 funtov. Na drugi strani izda Filip VI. ukaz za invazijo na Anglijo in francoska admiralska flota se prične zbirati v pristanišču Sluys, Zeelandska Flandrija. 1340 ↔

### Italija
- 24. januar - Italijanske zdrahe: veronski condottiero Mastino II. della Scala je prisiljen skleniti mir s Florentinci, Benečani, milansko hišo Visconti, ferrarsko d'Este in mantovsko Gonzaga, ki so dve leti poprej združili moči proti veronski hiši Scaliger, ki je pokazala prevelike ambicije v Lombardiji. Benečani po bližnjem Mestreju nadaljujejo z osvajanjem notranjosti. To leto se polastijo Trevisa.
- 12. februar - Veliki koncil sprejme uredbo, s katero je izvršilnemu Koncilu deseterice prepovedano nositi maske v času Karnevala.
- 20. februar - Bitka pri Parabiagu, Milano: znotrajdružinski obračun v hiši Visconti med bratrancema vladarjem Milana Azzonejem Viscontijem in izgnancem Lodrisiom, ki je nad Milano povedel 2.500 nemških vitezov in 1.000 švicarskih najemnikov. Ker je Azzone hudo bolan, milansko vojsko vodi njegov nečak Luchino, ki je v bitki ujet. Milančane pred popolnim porazom reši borbena zagrizenost milanske milice, ki zagotovi preobrat in nazadnje zmago ob hudih izgubah na obeh straneh.
- 16. avgust - Umrlega milanskega vladarja Azzona Viscontija nasledi nečak Luchino Visconti.
- 24. september - Genovčani sledijo političnemu zgledu Benečanov in izvolijo prvega dosmrtnega doža. Izvoljen je Simone Boccanegra, kandidat na listi gibelinov, ki socialno predstavljajo novejši trgovski sloj proti gvelfovski stari trgovski aristokraciji.
- 31. oktober - Po smrti beneškega doža Francesca Dandola je za novega izvoljen Bartolomeo Gradenigo, 52. beneški dož po seznamu.
- Firence postanejo po padcu Rima prvo mesto s tlakovanimi ulicami v Evropi.[3]

### Ostalo
- februar - Muslimanski afganistanski Mongoli/Moguli osvojijo pod vodstvom sultana Šah Mira hinduistični Kašmir. Kraljica regentinja Kota Rani raje stori samomor, kot da bi se vdala in spreobrnila v islam. Glede na zapis takratnega kronista si prereže trebuh in Šah Mirju ponudi maternico kot poročno darilo. Začetek kašmirske muslimanske dinastije Saijidov.
- 17. februar - Umrlega avstrijskega (so)vojvodo Otona IV. Habsburškega nasledi sin Leopold II., ki prevzame nominalni sovladarski delež skupaj s stricem Albertom II.. Ker je naslednik še mladoleten, ima dejansko oblast njegov stric.
- 12. maj - Dofen Humbert II. Viennoiški izda uredbo o ustanovitvi Univerze Grenoble, čeprav je tisti čas zašel v večje finančne težave.

- 21. junij - Bitka pri Laupenu, Švica: zavezništvo mesta Bern in treh prakantonov Švicarske konfederacije[4] premaga koalicijo Habsburžanov, grofije Burgundije (Franche-Comté) in mesta Freiburg, ki jih je zmotila širitev vpliva mesta Bern na podeželje na njihova ozemlja. Zmaga Bernčanov in prakantonov je presenetljiva, saj premagajo enkrat številčnejšo vojsko: na eni fronti pretežno viteško konjenico Habsburžanov in Burgundcev, na drugi fronti po bojni taktiki enakovredne Freiburžane. 1353 ↔
- 1. september - Umrlega vojvodo Spodnje Bavarske Henrika XIV. nasledi sin Ivan I.
- 19. september - Umrlega legitimnega japonskega cesarja Go-Daigoja nasledi sin Go-Murakami, 97. japonski cesar po seznamu.
  - Novi cesar Južnega dvora se nemudoma poda v vojno s šogunatom Severnega dvora. Generalu Nitti Jošisukeju izda ukaz, da ponovno zavzame utrdbo šogunovega namestnika Kuromaru, ki jo je leto dni prej neuspešno oblegal njegov brat Nitta Jošisada in v napadu padel. Nitta Jošisuke uspe trdnjavo zavzeti in s tem izboljšati politični položaj Južnega dvora, ki je sicer vojaško inferioren Severnemu dvoru.
- 29. oktober - Saraj: vladar Zlate horde Uzbek nasede spletki moskovskega kneza Ivana I. proti tverskemu knezu Aleksandru Mihajloviču, ki ga skupaj s sinom Fjodorjem ukaže brutalno razčetveriti.
- 20. december - Genova: razkrita je prva zarota proti novemu in prvemu dosmrtnemu genovskemu dožu Simoneju Boccanegri, ki v ta namen ustanovi telesno stražo 103 vojaško izurjenih Pisancev, sicer tradicionalnih sovražnikov Genovčanov.
- Kongres v Visegrádu: ponovno srečanje treh kraljev - poljskega Kazimirja III., češkega Ivana I. in madžarskega Karla I.. Na srečanju skleneta Kazimir III. in Karel I. nasledstveno pogodbo, da Poljsko kraljevino nasledi sin Karla I. Ludvik. Kazimir III. v svojem življenju potem res ni zaplodil moškega potomstva, zaplodil pa je pet priznanih hčera in tri nezakonske sinove. 1370 ↔
- Rekonkvista: vojna v južni Andaluziji med krščanskimi kraljevinami in maroškimi Marinidi.  V enem od nepremišljenih plenjenj marinidska vojska pade v zasedo. V boju je ubit marinidski princ in operativni vodja invazije Abd al-Malik Abd al-Vahid.
  - Marinidski sultan Abu al-Hasan dobi poziv granadskega emirja Jusufa I. naj pomaga Granadi v vojni s krščanskimi vojskami. 1340 ↔
- Propadajoči Ilkanat: po dinastičnih spletkah se je čobanidska dedinja Ilkanata Sati Beg prisiljena poročiti z novim marionetnim kanom Sulejmanom.

## Rojstva
- 23. julij - Ludvik I., francoski princ, anžujski vojvoda († 1384)
- 1. november - Rudolf IV. Habsburški, avstrijski, štajerski, koroški in kranjski vojvoda, tirolski grof († 1365)
- protipapež Aleksander V. († 1410)
- Ali ibn Mohamed al-Džurdžani, perzijski enciklopedist († 1414)
- Anna Świdnicka, poljska princesa, češka in nemška kraljica, rimsko-nemška cesarica († 1362)
- Blanka Burbonska, kastiljska kraljica († 1361)
- Erik XII., švedski sokralj († 1359)
- Friderik Bavarski, vojvoda Bavarske-Landshuta († 1393)
- Ivan V., bretonski vojvoda († 1399)
- Ramesuan, tajski kralj Ajutije († 1395)

## Smrti
- 17. februar - Oton IV., avstrijski vojvoda (* 1301)
- 26. maj - Aldona Litvanska, poljska kraljica (* 1309)
- 16. avgust - Azzone Visconti, vladar Milana (* 1302)
- 1. september - Henrik XIV., vojvoda Spodnje Bavarske (* 1305)
- 19. september - cesar Go-Daigo, 96. japonski cesar (* 1288)
- 31. oktober - Francesco Dandolo, 52. beneški dož (* 1258)
- 29. oktober - Aleksander Mihajlovič, tverski knez (* 1301)
- 10. december - Jadviga Kališka[5], poljska kraljica (* 1266)
- Abd al-Malik Abd al-Vahid, marinidski princ, vojskovodja
- Vatarai Cunejoši, japonski šintoistični učenjak (* 1263)